# Brújula Intersexual
Brújula Intersexual es una organización voluntaria para personas intersexuales que promueve los derechos humanos y la autonomía corporal de las personas intersexuales en México, Latinoamérica y España, más concretamente en las Islas Canarias. Fundada en 2013, Brújula Intersexual proporciona apoyo mutuo, educación e información.

## Historia
Brújula Intersexual fue fundada por Laura Inter el día después del Día de la Visibilidad Intersexual el 27 de octubre de 2013. La organización tiene como objetivo ayudar a que las personas intersexuales se conozcan unas a otras y mejorar su situación encuentran cada cual otro, conecta, y mejorar el estado de sus derechos humanos.

## Actividades

### Integridad física y autonomía corporal
Brújula Intersexual reclama la autodeterminación de las personas intersexuales. Documenta la salud y el estado de los derechos humanos de las personas intersexuales en México, y en la región latinoamericana en términos más generales, incluyendo los tabúes sociales, la incomprensión, la medicalización innecesaria y la discriminación. Ricardo Baruch describe en Animal Político, citando a Laura Inter, la situación en la que la intersexualidad se deja constantemente de lado en los debates y las políticas porque no se entiende bien, incluso aunque se trate de una situación biológica .
En marzo de 2017, Laura Inter y otros compañeros, como Natasha Jiménez, de MULABI, expusieron el estado de los derechos humanos de las personas intersexuales en Latinoamérica ante la Comisión Interamericana de Derechos Humanos.
La organización también lleva a cabo tareas de formación en derechos humanos e instituciones públicas.

### Acceso a la sanidad
Brújula Intersexual ha hallado que pocos médicos están formados y sensibilizados en temas intersexuales, lo que da lugar a que habitualmente recomienden operaciones de cirugía genital o tratamientos hormonales para crear "normalidad" incluso en los casos en que las personas intersexuales habían evitado estas intervenciones médicas durante su infancia. Ha documentado problemas con los exámenes y tratamientos médicos como resultado de estas prácticas. Brújula Intersexual también ha documentado niveles significativos de pobreza y desigualdad en el acceso a la sanidad basada en los ingresos y en la riqueza familiar.

### Documentos de identificación
Laura Inter y Eva Alcántara de UAM Xochimilco han citado argumentos de que los problemas más acuciantes para las personas intersexuales son los tratamientos para imponer el binarismo sexual, y no la existencia del sexo binario en sí. Laura Inter ha planteado una sociedad donde las clasificaciones de sexo y género se han retirado de los certificados de nacimiento y otros documentos de identificación oficial.

### Trabajo internacional
Laura Inter representó a Brújula Intersexual en el Cuarto Foro Internacional Intersexual, que tuvo lugar en Ámsterdam en abril de 2017.